# December 14.
December 14. az év 348. (szökőévben 349.) napja a Gergely-naptár szerint. Az évből még 17 nap van hátra.
Névnapok: Szilárda + Agnabella, Agnella, Beriszló, Bertold, Boleszláv, Boroszló, Ders, Derzs, Konor, Konrád, Kurt, Szilárd, Szilárda

## Események

### Politikai események
- 867 – II. Adorján pápa megválasztása
- 872 – VIII. János pápa megválasztása
- 1575 – Báthory István erdélyi fejedelem Lengyelország királya lesz.
- 1751 – Mária Terézia császárné megalapította Bécsújhelyen a Theresianum Katonai Akadémiát
- 1819 – Alabama Amerika 22. állama lesz
- 1848 – Windisch-Grätz herceg megindítja a császári főerők támadását, a téli hadjáratot
- 1912 – Megalakul a Magyar–Lengyel Egyesület, a két világháború közti időkben a magyar–lengyel kapcsolatokat ápoló szervezet
- 1921 – Népszavazás kezdődik Sopron hovatartozásáról. A szavazók 65%-a Magyarországot választja, a város ezért megkapja a „Civitas Fidelissima” (a Leghűségesebb Város) elnevezést
- 1925. Jankovich Arisztid huszárezredes Hollandiában lebukott, amikor hamis ezerfrankosokat próbált beváltani egy bankban. Őt és két társát a holland rendőrség lefogta a több millió hamis frankkal együtt. Ez volt a Frankhamisítási botrány.
- 1932 – Szlovákiában, Szüllő Géza lemondása után Esterházy Jánost választják az Országos Magyar Keresztényszocialista Párt elnökévé
- 1935 – T. G. Masaryk bejelenti lemondási szándékát és saját utódaként Edvard Benešt jelöli meg
- 1939 – A Szovjetuniót kiszavazzák a Népszövetségből
- 1939 – Adolf Hitler utasítja a Wehrmacht főparancsnokságát, hogy kezdje meg a Norvégia elleni invázió előzetes tervezését. (Weserübung hadművelet)
- 1940 – II. Napóleon francia császár, a „Sasfiók” hamvait (Adolf Hitler gesztusaként) Schönbrunnból Párizsba, az Invalidusok dómjába szállítják, és apja, I. Napóleon mellett helyezik el
- 1955 – Magyarországgal együtt Albánia, Ausztria, Bulgária, Finnország, Írország, Jordánia, Kambodzsa, Laosz, Líbia, Nepál, Olaszország, Portugália, Románia, Spanyolország és Srí Lanka csatlakozik az ENSZ-hez
- 1981 – Izrael elfoglalja a Golán-fennsíkot.
- 1995 - A Daytoni békeszerződés aláírása
- 2007 – Kezdetét veszi Brüsszelben az Európai Unió állam- és kormányfőinek egynapos találkozója.
- 2007 – A bali-szigeti klímakonferencián London és New York városa vállalja, hogy 2050-re az 1990-es szint 40%-ára csökkenti CO2 kibocsátását

### Tudományos és gazdasági események
- 1882 – Henry Morton Stanley visszaér Brüsszelbe a Kongótól
- 1900 – A kvantummechanika születése: Max Planck német fizikus a berlini Fizikai Társaság előtt beszámol azon felismeréséről, hogy a hőmérsékleti sugárzás energiája nem folytonos, hanem kis kvantumokból áll
- 1911 – Amundsen és társai (Olav Bjaaland, Helmer Hanssen, Sverre Hassel és Oscar Wisting) elérik a Déli-sarkot
- 1912 – Nyáry Albert elnökletével megalapítják Budapesten a Magyar–Lengyel Egyesületet.
- 1960 – megalakul az OECD (Organization for Economic Cooperation & Development)
- 1962 – az amerikai Mariner–2 űrszonda eléri a Vénuszt
- 1995 – Először végeznek olyan csontvelő-átültetést egy AIDS-es betegen, Jeff Gettyn, melynél a csontvelő egy páviántól származik

### Kulturális események
- 1906 – Megnyílik az egyik legkorábbi Párizsi mozi, a Cinema Omnia Pathe.

#### Irodalmi, színházi és filmes események
- 1977 – John Travolta főszereplésével bemutatják a Szombat esti láz című filmet

### Természeti katasztrófák
- 557 – Sok áldozattal és jelentős károkkal járó földrengés Konstantinápolyban

### Sportesemények
- 1997 – Női kézilabda világbajnokság, Németország - Győztes: Dánia
- 2003 – Női kézilabda világbajnokság, Horvátország - Győztes: Franciaország

## Születések
- 1503 – Nostradamus újkori orvos, látnok († 1566)
- 1546 – Tycho (de) Brahe dán csillagász, matematikus († 1601)
- 1607 – Kemény János erdélyi fejedelem († 1662)
- 1717 – Bajtay Antal magyar báró, erdélyi püspök († 1775)
- 1789 – Maria Szymanowska lengyel zeneszerző, zongoraművész, zenepedagógus († 1831)
- 1790 – Baicsi Jakab Ignác magyar Benedek rendi pap és tanár († 1826)
- 1800 – Josef Kriehuber (Kriehuber József) osztrák festő, litográfus, a bécsi biedermeier képviselője († 1876)
- 1824 – Szabó Károly magyar történész, műfordító († 1890)
- 1830 – Madarász Viktor magyar festő, a romantika képviselője († 1917)
- 1839 – Széchenyi Ödön török altábornagy, a török tűzoltóság megteremtője, Széchenyi István fia († 1922)
- 1862 – Szemjon Jakovlevics Nadszon orosz költő († 1887)
- 1869 – Mihalik Dániel magyar festőművész († 1910)
- 1883 – Uesiba Morihei japán harcos, az aikidó megalapítója († 1969)
- 1895 – Paul Éluard (eredeti neve Eugéne Emile Paul Grindel), francia költő († 1952)
- 1895 – Szentpál Olga magyar táncpedagógus († 1968)
- 1895 – VI. György brit király († 1952)
- 1897 – Kurt Schuschnigg osztrák szövetségi kancellár († 1977)
- 1902 – Herbert Feigl osztrák filozófus, az ún. Bécsi kör tagja († 1988)
- 1904 – Petschauer Attila kardvívó olimpiai bajnok, újságíró († 1943)
- 1908 – Doria Shafik egyiptomi feminista, költő és szerkesztő, az 1940-es évek közepén az egyiptomi nők felszabadító mozgalmának egyik vezetője. Erőfeszítéseinek közvetlen eredményeként az egyiptomi nők szavazati jogot kaptak. († 1975)
- 1908 – Szepes Mária magyar írónő († 2007)
- 1909 – Edward Lawrie Tatum Nobel-díjas amerikai genetikus († 1975)
- 1911 – Rödönyi Károly magyar gépészmérnök, közlekedésügyi szakpolitikus, közlekedési és postaügyi miniszter (1974–1976) († 1995)
- 1913 – Zolnay Vilmos magyar író, kritikus († 1983)
- 1914 – Karl Carstens konzervatív német politikus, az NSZK államfője 1997-'83 között († 1992)
- 1919 – Bob Drake amerikai autóversenyző († 1990)
- 1919 – Shirley Jackson amerikai regényírónő († 1965)
- 1920 – Saly Németh László festőművész († 2001)
- 1920 – Daniel Sorano francia színész („Richelieu”) († 1962)
- 1922 – Nyikolaj Gennagyievics Baszov Nobel-díjas szovjet-orosz fizikus († 2001)
- 1922 – Németh Amadé magyar karmester, zeneszerző († 2001)
- 1922 – Németh Károly magyar politikus, az MSZMP tagja, 1987–1988 között az Elnöki Tanács elnöke († 2008)
- 1924 – Kibédi Ervin Jászai Mari-díjas magyar színművész, komikus, érdemes művész, a Vidám Színpad örökös tagja († 1997)
- 1929 – Vértessy Sándor magyar újságíró, televíziós szerkesztő, rendező, a Magyar Televízió örökös tagja († 2012)
- 1930 – Boldizsár Zeyk Imre erdélyi magyar pedagógus, iskolaigazgató, helytörténész († 2023)
- 1930 – Kállay Ilona Jászai Mari-díjas magyar színésznő († 2005)
- 1935 – Lee Remick kétszeres Golden Globe-díjas amerikai színésznő († 1991)
- 1944 – Cintula (Keresztes Tibor) magyar rádiós műsorvezető, lemezlovas
- 1946 – Jane Birkin brit származású francia énekesnő, színésznő († 2023)
- 1947 – Zalatnay Sarolta magyar énekesnő
- 1948 – Lázár Kati Kossuth-díjas magyar színművésznő
- 1949 – Cliff Williams ausztrál zenész, az „AC/DC” együttes basszusgitárosa
- 1951 – Berecz Anna magyar újságíró, televíziós, rádiós szerkesztő-riporter, műsorvezető, közgazdász
- 1951 – Mike Krüger (er. Michael Friedrich Wilhelm Krüger) német humorista, énekes
- 1953 – Vető János Munkácsy Mihály-díjas magyar képzőművész, fotóművész, videóművész, zenész
- 1954 – Acél Anna Kazinczy-díjas magyar rádióbemondó, televíziós műsorvezető, újságíró, tanár
- 1954 – Závada Pál Kossuth-díjas magyar író, szerkesztő, szociológus
- 1958 – Nyertes Zsuzsa magyar színművésznő
- 1958 – Spider Stacy angol zenész, a The Pogues egyik alapítója
- 1962 – Ginger Lynn (er. Ginger Lynn Allen) amerikai pornó színésznő
- 1964 – Müller Júlia magyar színésznő
- 1967 – Bartha Antal magyar bábművész, színész
- 1967 – Portik Tamás magyar milliárdos vállalkozó
- 1979 – Michael Owen angol labdarúgó
- 1980 – István Dániel magyar rádiós és televíziós műsorvezető
- 1985 – Balázs Csongor magyar színész
- 1985 – Jevgenyij Lagunov, orosz úszó
- 1988 – Vanessa Hudgens amerikai színésznő
- 1996 – Raphinha brazil labdarúgó
- 1998 – Lonnie Walker IV amerikai kosárlabdázó

## Halálozások
- 872 – II. Adorján pápa (* 792)
- 1460 – Guarino Veronese humanista, az itáliai reneszánsz korai alakja (* 1370)
- 1476 - III. Vlad havasalföldi fejedelem (* 1431)
- 1740 – Georg Haner bölcseleti doktor, evangélikus szuperintendens (* 1672)
- 1773 – Johann Lorenz Bach német zeneszerző (* 1695)
- 1788 – Carl Philipp Emanuel Bach német zeneszerző, orgonista, csembalista, a zenei klasszicista stílus megalkotója, Johann Sebastian Bach második fia (* 1714)
- 1799 – George Washington tábornok, az amerikai függetlenségi háború hőse, 1789–1797-ig az Egyesült Államok első elnöke (* 1732)
- 1872 – Driquet Péter honvéd alezredes (* 1820)
- 1873 – Louis Agassiz svájci születésű paleontológus, glaciológus, geológus (* 1807)
- 1883 – Földváry Károly magyar honvédezredes (* 1809)
- 1943 – John Harvey Kellogg amerikai orvos (* 1852)
- 1946 – Fekete László magyar fényképész, filmoperatőr (* 1889)
- 1956 – Juho Kusti Paasikivi finn politikus, köztársasági elnök (* 1870)
- 1957 – Josef Lada cseh grafikus, író, a Švejk világhírű illusztrátora. (*  1887)
- 1964 – Tompa László erdélyi magyar költő, műfordító (* 1883)
- 1968 – Horváth Jenő Jászai Mari-díjas magyar színész (* 1910)
- 1972 – Rubányi Vilmos magyar karmester, zeneszerző, zeneigazgató (* 1905)
- 1976 – Németh Gyula Kossuth-díjas magyar nyelvész, turkológus, akadémikus (* 1890)
- 1978 – Ulf Norinder svéd autóversenyző (* 1934)
- 1979 – Homoki Nagy István Kossuth-díjas magyar filmrendező, természetfilm-készítő (* 1914)
- 1980 – Lahner Emil magyar festőművész (* 1893)
- 1980 – Lőrincz Gyula magyar festőművész (* 1910)
- 1984 – Urbán Gábor zenetanár, zeneszerző (* 1901)
- 1984 – Vicente Aleixandre (Vicente Pío Marcelino Cirilo Aleixandre y Merlo) Irodalmi Nobel-díjas spanyol költő (* 1898)
- 1986 – Páger Antal Kossuth-díjas magyar színész, kiváló művész (* 1899)
- 1989 – Andrej Dmitrijevics Szaharov szovjet atomfizikus, Nobel-békedíjas emberjogi aktivista (* 1921)
- 1990 – Friedrich Dürrenmatt svájci német drámaíró, író (* 1921)
- 1993 – Myrna Loy Oscar-díjas amerikai színésznő (* 1905)
- 2006 – Ahmet Ertegün az Atlantic Records török származású alapítója és ügyvezető igazgatója (* 1923)
- 2012 – Boross László magyar biokémikus, egyetemi tanár (* 1931)
- 2013 – Peter O’Toole ír születésű brit színész (* 1932)
- 2016 – Kilényi Géza magyar jogtudós, ügyész, egyetemi tanár, alkotmánybíró (* 1936)
- 2020 – Bergendy István Liszt Ferenc-díjas magyar zenész, zeneszerző (* 1939)

## Nemzeti ünnepek, emléknapok, világnapok
→Sablonvita:Ünnepek/12-14:
- A hűség napja Magyarországon, amely eldöntötte, hogy Sopron és környéke a trianoni Magyarország része marad[1][2]
- Keresztes Szent János spanyol kármelita pap, egyháztanító emléknapja a katolikus egyházban (a halála napján)[3]